# مصطفى كامل (فلم)
مصطفى كامل هو فيلم تاريخي مصري من إخراج أحمد بدرخان وبطولة أنور أحمد بدور مصطفى كامل، أمينة رزق، ماجدة، محمود المليجي، زينب صدقي وعبد العزيز خليل.

## نبذه
يبدأ العمل بأن يعترض أحد التلاميذ على الأوضاع السياسية عام 1919، مما يذكر المدرس بنفس الموقف ولكن كان بطله حينها الزعيم الوطني (مصطفى كامل)، والذي قضى حياته كلها في الدفاع عن الوطن بداية من رحلته لفرنسا لدراسة القانون، وتأليف الحزب الوطني الذي كان منبرًا لعرض قضية وطنه.

## وصلات خارجية
- مقالات تستعمل روابط فنية بلا صلة مع ويكي بيانات